# 헨드리 (가수)
헨드리(웡군항 Hendery, 중국어 간체자: 黄冠亨, 정체자: 黃冠亨, 한자음: 황관형, 1999년 9월 28일 ~ )는 마카오의 가수로, 보이 그룹 WayV와 NCT의 멤버이다. 중국을 기반으로 활동한다.

## 참여 음반
- 2019년 1월 17일 "The Vision" WayV 디지털 싱글 데뷔 앨범
- 2019년 5월 9일 "Take Off" WayV 미니 1집
- 2019년 10월 29일 Take Over The Moon WayV 미니 2집
- 2019년 11월 5일 "Love Talk" WayV 영어 싱글